# Mijaíl Pronin
Mijaíl Andréyevich Pronin (en ruso: Михаи́л Андре́евич Про́нин; Oriol, Imperio ruso; 19 de septiembrejul./ 1 de octubre de 1892greg. – Moscú, Unión Soviética; 26 de noviembre de 1978) fue un oficial militar (mayor general) soviético, galardonado con el título de Héroe de la Unión Soviética durante la Segunda Guerra Mundial.
Pronin sirvió como zapador en el Ejército Imperial Ruso durante la Primera Guerra Mundial y fue reclutado por el Ejército Rojo durante la guerra civil rusa, donde sirvió en unidades de artillería. En el periodo de entreguerras, ocupó varios puestos de Estado Mayor en unidades de artillería y más tarde de infantería, ascendiendo al mando de un regimiento y luego de una división a finales de la década de 1930. Estuvo al mando de la 144.ª División de Fusileros durante dos años después de que comenzara la Operación Barbarroja, pero a mediados de 1942  fue degradado y asignado al mando de una brigada, luego fue juzgado por incompetencia. Regresó al mando de la brigada después de que se retiraran los cargos que pesaban sobre él. Durante 1943, comandó sucesivamente dos divisiones y posteriormente un cuerpo y pasó gran parte de 1944 fuera del frente debido a una enfermedad y una mayor educación militar. A finales de 1944 regresó al frente y se convirtió en comandante de la 16.ª División de Fusileros de la Guardia, siendo nombrado Héroe de la Unión Soviética por su liderazgo en la batalla de Königsberg. Después de la guerra, ocupó el mando de diversos cuerpos de ejércitos y divisiones antes de jubilarse en 1949.

## Biografía

### Infancia y juventud
Mijaíl Pronin nació el 1 de octubre de 1892 en Oriol, en la gobernación de Oriol en lo que en esa época era parte del Imperio ruso. Era hijo de un trabajador, se graduó en la escuela primaria de su ciudad natal de cuatro grados. El 28 de julio de 1914, fue movilizado para el servicio en el Ejército Imperial Ruso durante la Primera Guerra Mundial. Allí fue asignado a la Media Compañía de Zapadores de la 9.ª División de Milicia en Oriol, donde luchó en el Frente Occidental como ryadovoy (soldado) y unter-ofitser (suboficial). En marzo de 1915 fue asignado como suboficial subalterno en el 3.er Batallón de Zapadores del Frente Occidental. Por sus acciones durante este período, Pronin recibió dos Cruces de San Jorge.
En diciembre de 1916 fue transferido a un regimiento de reserva en Rzhev, poco después fue enviado para convertirse en junker en la Escuela Gori de Práporshchik. Donde se graduó en un curso acelerado en abril de 1917 con el rango de práporshchik, después fue asignado al 8.º Regimiento de Fusileros de Reserva Siberiano del Distrito Militar de Turquestán, donde sirvió como oficial subalterno y comandante de compañía. Fue enviado de licencia en diciembre, pero no regresó a su unidad. Desde marzo de 1918 trabajó como instructor de registro de tarjetas de pan en el Comisariado Militar de la Gobernación de Oriol.
El 20 de junio de 1918, durante la guerra civil rusa, el Ejército Rojo reclutó a Pronin y fue nombrado instructor y organizador del vsevobuch para el Comisariado Militar del Uyezd de Karachevsky. Se desempeñó como jefe del departamento del vsevobuch y como inspector del Comisariado Militar del vólost de Staroselsky desde julio de ese año, y en abril de 1919 se convirtió en comandante de pelotón en el parque de artillería ligera de la 4.ª División de Fusileros. Luchó en el Frente Oriental como jefe de comunicaciones, a partir de junio sirvió como ayudante del 3.er Batallón de Artillería de la 36.ª División de Fusileros (luego el batallón fue renombrado como 1.er Batallón de Artillería Ligera del Frente Oriental). Luchó en batallas contra el Ejército Blanco del almirante Aleksandr Kolchak. Desde noviembre se desempeñó como jefe de comunicaciones de la batería de entrenamiento de la Escuela Militar Superior del Ejército de Reserva de la República en Kazán. En febrero de 1920 resultó gravemente herido, fue evacuado a un hospital y, una vez recuperado, se mantuvo en reserva en el Comisariado Militar de la gobernación de Smolensk.

### Periodo de entreguerras
Después de la guerra, en septiembre de 1920, se desempeñó como instructor principal para el personal asignado temporalmente a la 4.ª Batería Ligera, luego como jefe de comunicaciones de una batería del 2.º Batallón de Artillería Consolidado del Distrito Militar de Oriol en Karachev. Entre enero y abril de 1921 fue tratado por enfermedad en el Hospital Militar de Oriol, luego sirvió en el Estado Mayor del distrito como empleado de la comisión de adquisiciones y del servicio militar de caballos. Se convirtió en jefe de comunicaciones de una batería del Batallón de Artillería Pesada Consolidada en Karachev en septiembre, y desde abril de 1922 trabajó como ayudante del 2.º Batallón de Artillería Ligera en Briansk. Pronin sirvió en la 6.ª División de Fusileros del Distrito Militar de Moscú en Oriol como ayudante del 1.er Batallón de Artillería Ligera, jefe de comunicaciones del 6.º Regimiento de Artillería y subjefe de la sección operativa del Estado Mayor de la división.
En octubre de 1926. fue transferido a la 55.ª División de Fusileros en Kursk, donde sirvió como subjefe de la sección operativa del Estado Mayor de la división y como comandante de batallón de su 163.º Regimiento de Fusileros. En 1929 se graduó en la Escuela Superior de Fusileros para Personal de Mando del Ejército Rojo, conocido popularmente como cursos Vystrel y en mayo de 1933 se convirtió en jefe de Estado Mayor del 57.º Regimiento de Fusileros de la 19.ª División de Fusileros del Distrito Militar de Moscú estacionado en Ostrogozhsk. En julio de 1937 asumió el puesto de comandante del 175.º Regimiento de Fusileros de la 1.ª División de Fusileros Proletarios de Moscú, posteriormente, el 14 de agosto de 1939, estuvo al mando de la 144.ª División de Fusileros con el rango de kombrig. El 4 de junio de 1940 recibió el rango de mayor general cuando el Ejército Rojo modificó su sistema de rango.

### Segunda Guerra Mundial

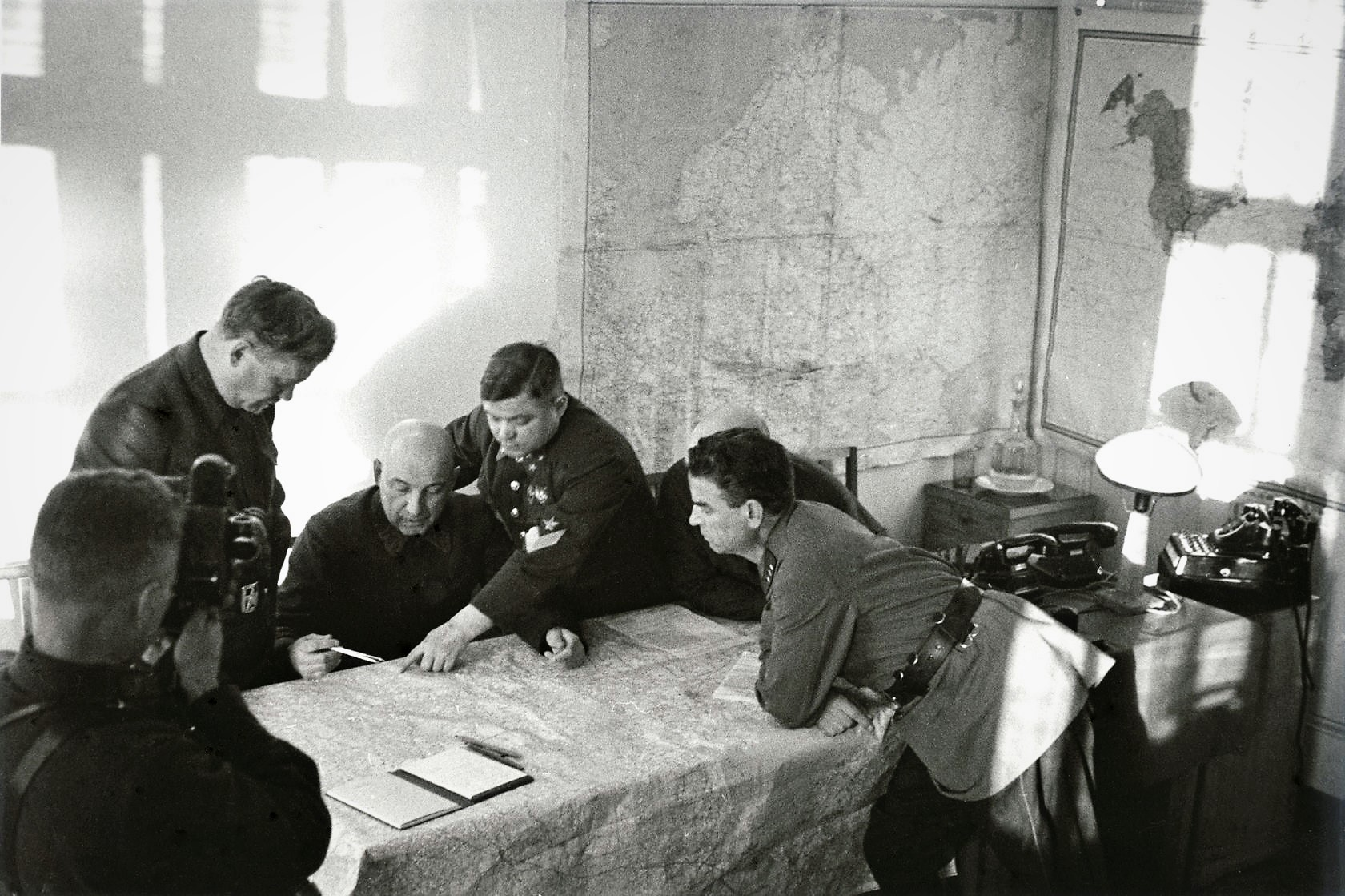
Reunión del Consejo Militar del Frente Noroccidental en febrero de 1942. Pronin es el primero por la derecha, tapado por Vladímir Bogatkin, comisario del frente.

En junio de 1941, al inicio de la invasión alemana de la Unión Soviética, Pronin todavía estaba al mando de la 144.ª División de Fusileros, integrada en el 20.º Ejército del Frente Occidental, al mando de esta división participó en la primera batalla de Smolensk y en la Operación Defensiva Víazma contra la operación Tifón. Durante este último enfrentamiento, la división fue rodeada, aunque finalmente fue capaz de retirarse después de sufrir graves pérdidas. Como parte del 5.º Ejército, ayudó a detener el avance alemán en la línea defensiva establecida entre las localidades de Zvenígorod, Kúbinka y Akulovo, en los alrededores de Moscú. Durante la contraofensiva soviética del invierno de 1941-1942, que se desarrolló cerca de Moscú, la división ayudó a recuperar Mozhaisk y alcanzó una línea cerca de Gzhatsk, donde estableció fuertes posiciones defensivas. Sin embargo, debido a «errores en la organización defensiva», fue relevado del mando en julio de 1942 y asignado como comandante de la 123.ª Brigada Independiente de Fusileros del 16.º Ejército del frente, con esta brigada mantuvo intensas batallas defensivas contra el 2.º Ejército Panzer alemán, al mando de Heinz Guderian. Por «descuidar sus deberes» y «perder el control de la brigada en la batalla», fue nuevamente relevado y juzgado. El Colegio Militar de la Corte Suprema de la Unión Soviética desestimó el caso el 20 de noviembre y fue nombrado comandante de la 35.ª Brigada Independiente de Fusileros del 29.º Ejército.
A partir de febrero de 1943, estuvo al mando de la 352.º División de Fusileros, al mando de la cual participó en la ofensiva Rzhev-Víazma, recuperando Gzhatsk y Viazma. En junio de ese mismo año, fue transferido para comandar la 344.º División de Fusileros del 49.º Ejército, puesto en el que permaneció hasta el 25 de julio cuando se le encomendó la tarea de comandar el 65.º Cuerpo de Fusileros, liberándolo en la segunda batalla de Smolensk como parte del 33.º Ejército. El cuerpo se retiró a la reserva del frente para su reconstrucción y reabastecimiento a principios de diciembre, luego luchó en ataques hacia Vítebsk y Bogushevsk. Entre el 4 de enero y el 1 de febrero de 1944 permaneció hospitalizado debido a una enfermedad, luego se sometió a un nuevo entrenamiento en los Cursos de Perfeccionamiento para Comandantes Superiores (conocido como KUVNAS, por sus siglas en ruso) en la Academia Militar Superior Voroshilov. A mediados de agosto, fue puesto a disposición del consejo militar del Tercer Frente Bielorruso, posteriormente, a partir del 30 de agosto de 1943, se desempeñó como subcomandante del 16.º Cuerpo de Fusileros de la Guardia.
El 19 de octubre, asumió el mando de la 16.ª División de Fusileros de la Guardia del 36.º Cuerpo de Fusileros de la Guardia. Lideró la división en la ofensiva de Prusia Oriental como parte del 11.º Ejército de Guardias del frente y en la captura de las localidades prusianas de Insterburg y Pillau. En abril de 1945, la división atravesó la línea exterior de las fortificaciones de Königsberg, llegó al Frisches Haff y fue la primera en cruzar el río Pregolia, cortando la retirada alemana después de unirse al 43.º Ejército. Resultó herido el 27 de abril y permaneció hospitalizado el resto de la guerra.
El 19 de abril de 1945, por orden del Presídium del Sóviet Supremo de la URSS «por el desempeño ejemplar de las misiones de combate del comando en el frente de la lucha contra los invasores alemanes y el coraje y el heroísmo mostrados al mismo» el mayor general Mijaíl Pronin fue galardonado con el título de Héroe de la Unión Soviética, la Orden de Lenin y la medalla de la Estrella de Oro (N.º 5038).

### Posguerra

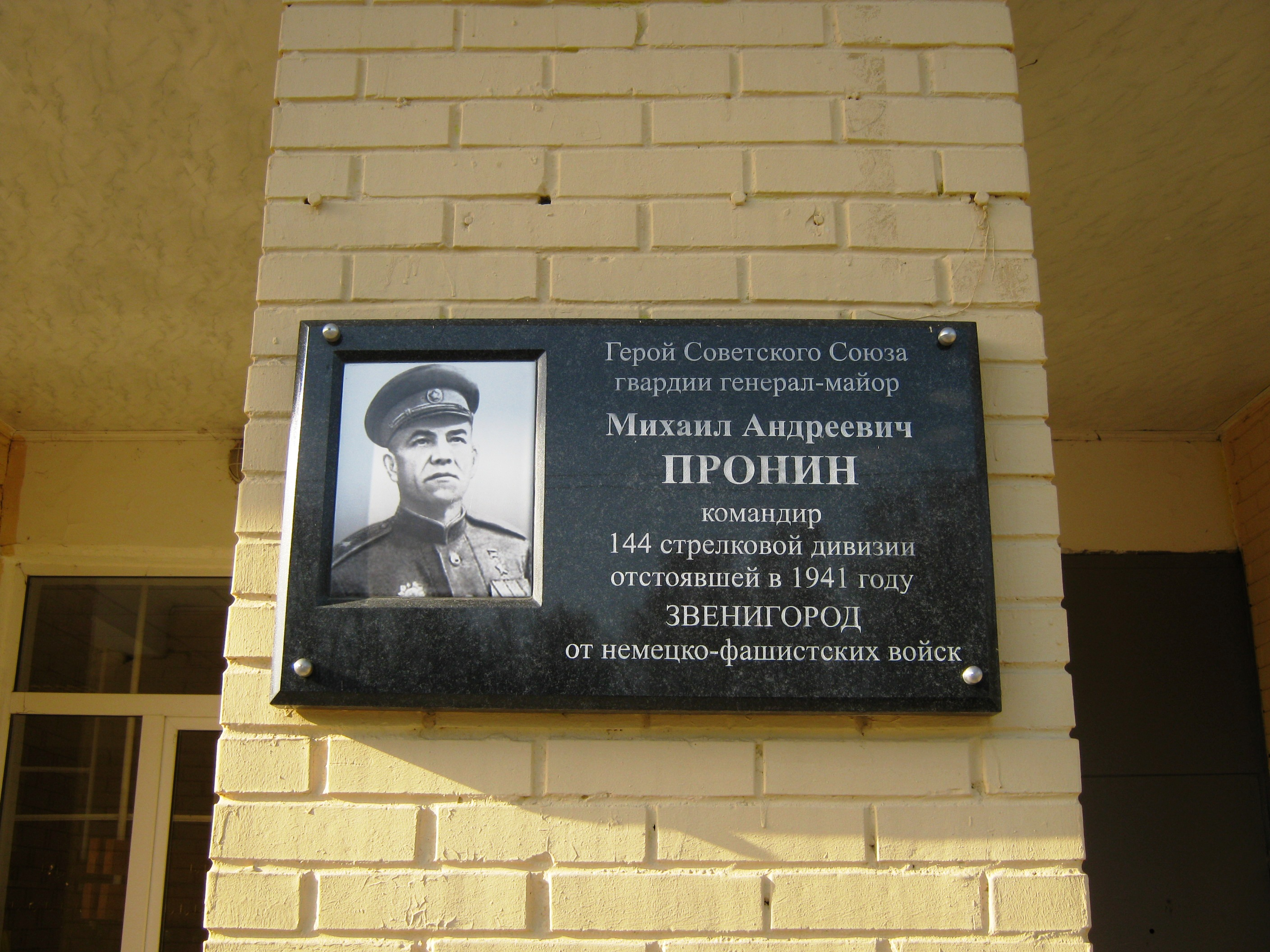
Placa conmemorativa a Pronin en la fachada de la escuela n.º 2 en Zvenígorod

A finales de mayo de 1945, fue nombrado comandante del 36.º Cuerpo de Fusileros de la Guardia como parte del Distrito Militar Especial en Königsberg, y desde junio se desempeñó como comandante militar de la ciudad y la fortaleza de Königsberg. Sirviendo brevemente como subcomandante de las áreas fortificadas del 11.º Ejército de Guardias en el Distrito Militar Báltico desde marzo de 1946, un mes después se convirtió en comandante de la 5.ª División de Fusileros de la Guardia. En mayo de 1947, se convirtió en comandante adjunto del 2.° Cuerpo de Fusileros de la Guardia, lo que supone su último puesto de mando antes de retirarse del servicio activo el 14 de mayo de 1949.
Murió en Moscú el 26 de noviembre de 1978 y fue enterrado en el cementerio de Jimki.

## Rangos militares
- Mayor (22 de diciembre de 1935);
- Coronel (16 de agosto de 1938);
- Kombrig (4 de noviembre de 1939);
- Mayor general (4 de junio de 1940).[6]

## Condecoraciones

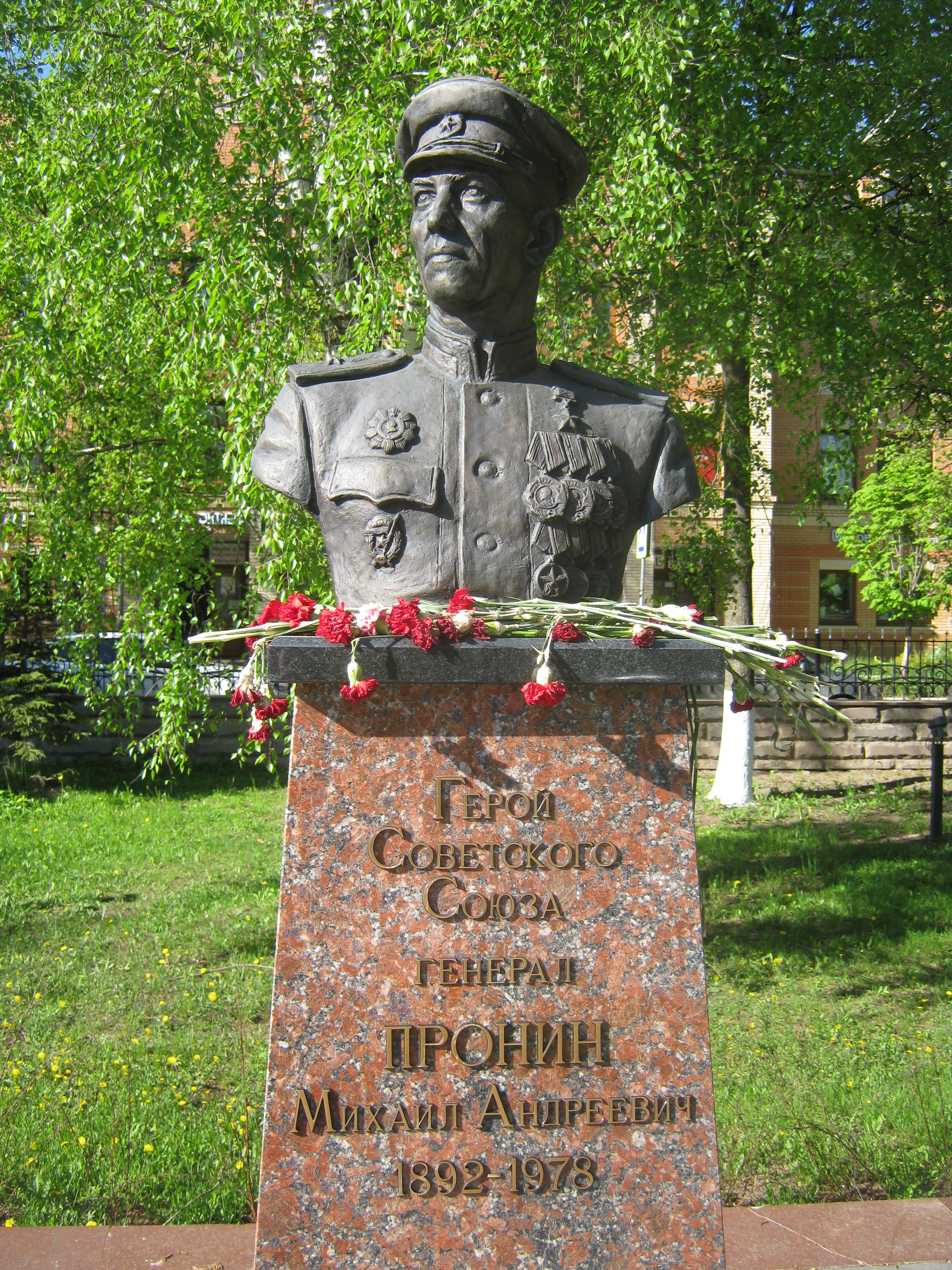
Busto de bronce en honor a Mijaíl Pronin en Zvenígorod (Rusia)

A lo largo de su carrera militar Mijaíl Pronin recibió las siguientes condecoraciones:
Unión Soviética
|  | Héroe de la Unión Soviética (n.º 5038; 19 de abril de 1945)                                     |
|  | Orden de Lenin, dos veces                                                                       |
|  | Orden de la Bandera Roja, tres veces                                                            |
|  | Orden de la Estrella Roja                                                                       |
|  | Orden de Kutúzov de 2.do grado                                                                  |
|  | Medalla Conmemorativa por el Centenario del Natalicio de Lenin «Al valor militar» (1969)        |
|  | Medalla por la Defensa de Moscú (1944)                                                          |
|  | Medalla por la Victoria sobre Alemania en la Gran Guerra Patria 1941-1945 (1945)                |
|  | Medalla Conmemorativa del 20.º Aniversario de la Victoria en la Gran Guerra Patria de 1941-1945 |
|  | Medalla Conmemorativa del 30.º Aniversario de la Victoria en la Gran Guerra Patria de 1941-1945 |
|  | Medalla por la Conquista de Königsberg                                                          |
|  | Medalla de Veterano de las Fuerzas Armadas de la URSS (1976)                                    |
|  | Medalla del 20.º Aniversario del Ejército Rojo de Obreros y Campesinos (1938)                   |
|  | Medalla del 30.º Aniversario de las Fuerzas Armadas de la URSS (1948)                           |
|  | Medalla del 40.º Aniversario de las Fuerzas Armadas de la URSS (1958)                           |
|  | Medalla del 50.º Aniversario de las Fuerzas Armadas de la URSS (1968)                           |
|  | Medalla del 60.º Aniversario de las Fuerzas Armadas de la URSS (1978)                           |
|  | Medalla Conmemorativa del 800.º Aniversario de Moscú (1947)                                     |

Imperio ruso
|  | Cruz de San Jorge de 3.er grado                                              |
|  | Cruz de San Jorge de 4.º grado (no las usó después de la revolución de 1917) |